# Восстание кастрюль
Восстание кастрюль — восстание осужденных под началом Уильяма Вествуда в исправительной колонии острова Норфолк, Австралия. Оно произошло 1 июля 1846 года в ответ на конфискацию кухонных принадлежностей осужденных по приказу суперинтенданта майора Джозефа Чайлдса.

## Предшествующие события
В феврале 1844 года Чайлдс принял на себя командование тюремным поселением для осужденных на острове Норфолк, где он начал режим суровой дисциплины, закончившийся мятежом, резней и казнью 12 человек.
Его предшественник капитан Маконохи считал своих заключенных людьми и разрешал им иметь небольшие садовые участки, на которых они могли бы выращивать сладкий картофель и другие овощи. Маконохи также сократил рабочее время, предоставил отпуск за хорошее поведение и предоставил заключенным кастрюли и чайники для приготовления еды.
В течение двух лет майор Чайлдс отозвал эти привилегии, отменив частные садовые участки, увеличив продолжительность рабочего дня и отменив отпуск за хорошее поведение. Он сократил рацион заключенных и 1 июля 1846 года запретил приготовление пищи для себя, приказав сдать все чайники и кастрюли, находящиеся у заключенных.

## Восстание

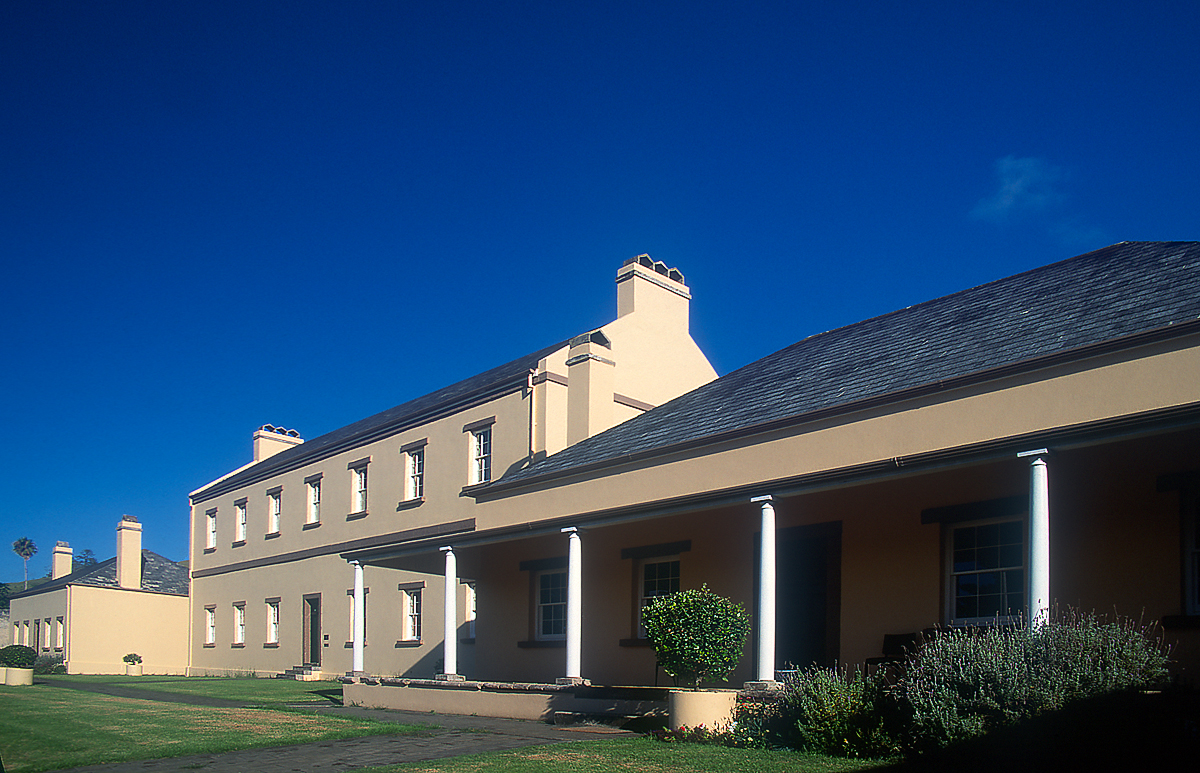
Здания для осужденных в бывшей тюрьме на острове Норфолк.

На следующий день большое количество осужденных подняло мятеж под руководством Уильяма Вествуда, известного как «Джеки Джеки», и убило четырех полицейских, прежде чем было окружено и вновь схвачено военными колонии.
Джон Джайлс Прайс был назначен суперинтендантом вместо майора Чайлдса. Одной из первых обязанностей Прайса было организовать суд над 26 осужденными, предположительно причастными к убийствам во время восстания в июле 1846 года в конце правления Чайлдса.
Вествуд и одиннадцать других лидеров мятежа были признаны виновными в убийстве полицейского бегуна Стивена Смита и осужденных констеблей Джона Морриса, Джона Динона и Томаса Сакстона. Все они были казнены.